# Nosna mišica
Nosna mišica (lat. M. nasalis) je tanka mišica na spodnjem delu nosu. Deli se na dva dela: prečni del (pars transversa) in alarni del (pars alaris). Prvi izvira z alveolarnega grebena zgornjega podočnika, poteka medialno navzgor in se kočna na grebenu pretinskega nosnega hrustanca. Drugi del izvira z alveolarnih grebenov zgornjih sekalcev, poteka proti nosnim krilom in se pripenja na velikokrilni nosni hrustanec. Pars transversa stiska, pars alaris pa širi nosnico.